# Brenierea
Brenierea é um género botânico pertencente à família Fabaceae. Ele pertence à sub família Caesalpinioideae e é o único membro do gênero Brenierea.